# Nico Lelièvre
Pour les articles homonymes, voir Lelièvre.
 (octobre 2010).
Améliorez-le ou discutez des points à vérifier. 
Nico Lelièvre est un chanteur québécois.

## Biographie
Nico Lelièvre est né à Nice d’un père inconnu et d’une mère junkie qui le donne en adoption dès son tout jeune âge. Sa famille d’adoption traverse l’océan pour venir vivre au Québec alors qu’il a à peine deux ans. Il arrête très jeune ses études et entre dans la ronde des centres d'accueil à l'adolescence.
Une fois adulte, il retraverse l'océan dans le but de retrouver sa mère biologique et se découvre par la même occasion un véritable talent pour la musique, passion qu'il ramène à Montréal à 19 ans. Premiers enregistrements maison, premières expériences de scène, il réunit quelques complices et forme un groupe musical. Les noctambules peuvent entendre Lelièvre et les Albinos au Lion d'or, au Club Soda ou au Jailhouse Rock Café dans la seconde moitié des années 1990.
En 1998, les choses commencent à se préciser : il signe la chanson Créer peut rendre libre ! pour l'organisme Oxy-Jeunes puis s'inscrit au Festival international de la chanson de Granby où il se rend en finale dans la catégorie Auteur-compositeur-interprète. En 2000, il fonde le duo Popmécanic avec son ami, Sébastien Bouchard. Le duo connaît un gros succès avec la chanson Déformé (Allez, allez) tiré de son album Hypocondriaque. Cette expérience est suivie d'un nouvel épisode en solo qui donne lieu, sous le nom de The Eight, à deux albums de style électro-pop.
Fort de ces expériences, il retrouve sa guitare et s'entoure de nouveaux collaborateurs avec qui il élabore P'tit gamin, produit chez GSI Musique à l'hiver 2005. L'album, réalisé par Neil O'Connor, qui avait aussi collaboré avec Popmécanic et plusieurs artistes tant britanniques que québécois (Human League, The Box, Bundock, Too Many Cooks), reçoit un accueil positif à sa sortie et la chanson Le pétrin est l'objet d'un vidéoclip de Max Perrier.
Après avoir fait un retour dans le passé avec P’tit gamin, Nico revient en force en 2008 avec Parallèle, un album qu’il crée pour "s’éloigner du monde de fou dans lequel on vit et des préoccupations qui s’y rattachent". Ce CD, qu’il a écrit, composé, enregistré, réalisé, arrangé et mixée voit le jour sous Les Disques Into et le premier extrait, Les fous est accompagné d’un vidéoclip de Louis-François Tremblay.
Le 27 octobre 2017, il sort un nouvel album Le trésor des bas-fonds sous le label Québécois "Disques Artic". Co-écrit et co-réalisé par Nico Lelièvre avec les collaborations du parolier Éric Roubeaud et de l’ingénieur de son Glen Robinson.